# Lambis crocata
Lambis crocata (nomeada, em inglês, Orange spider conch; em francês, Ptérocère orange) é uma espécie de molusco gastrópode marinho pertencente à família Strombidae. Foi classificada por Heinrich Friedrich Link em 1807, nomeada Pterocera crocata, sendo encontrada no Indo-Pacífico, da África Oriental, incluindo Madagáscar, mas não no mar Vermelho e golfo Pérsico, até o Sudeste Asiático (Filipinas), Japão, norte da Austrália (incluindo a Grande Barreira de Coral) e até Samoa (na Polinésia). Ela é moderadamente comum e facilmente reconhecida por sua abertura lisa e de coloração laranja; coletada para a alimentação e para o comércio de souvenirs. Esta espécie possuía uma subespécieː L. crocata pilsbryi Abbott, 1961; descrita no texto "The genus Lambis in the Indo-Pacific", na publicação Indo-pacific Mollusca. 1(3): 147-174; endêmica das ilhas Marquesas e agora posicionada como espécieː Lambis pilsbryi.

## Descrição da concha
Conchas chegando a pouco mais de 20 centímetros de comprimento, quando desenvolvidas, mas geralmente atingindo quase os 15 centímetros; com formato bicônico no lado oposto ao de sua abertura (espiral tão alta quanto a volta corporal) e superfície em tons branco-acinzentados ou amarelados e mais raramente com manchas castanhas ou alaranjadas (uma forma de cor laranja puro raramente ocorre em Palau e nas Filipinas), de superfície externa esculpida com relevo de costelas em espiral e nodulosidades; dotada de 6 longas, pontudas e curvas projeções externas, similares a chifres, e um alongado canal sifonal, extremamente curvado em direção à sua abertura.

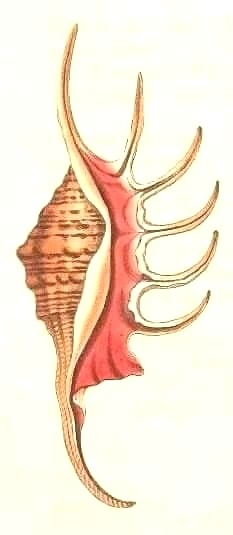
Ilustração de uma concha de L. crocata (1811), retirada da obra de George Perryː Conchology, or the Natural History of Shells; na ocasião, descrita como Strombus aculeatus.

## Etimologia decrocata
A etimologia de crocata provém do latim, significando "amarelo" ou "da cor do açafrão" e relacionado à sua coloração. Outra denominação de táxon inválida, aurantia, dada por Jean-Baptiste de Lamarck, provinha de "laranja" e também estava relacionada à sua coloração.

## Habitat e hábitos
Lambis crocata ocorre em águas rasas da zona nerítica, da linha da maré-baixa até os 3 a 10 metros, perto da costa e em habitats bentônicos com arrecifes e estruturas mortas de coral.